# Chlamydopsis macmillani
Chlamydopsis macmillani är en skalbaggsart som beskrevs av Michael S. Caterino 2003. Chlamydopsis macmillani ingår i släktet Chlamydopsis och familjen stumpbaggar. Inga underarter finns listade i Catalogue of Life.